# Ризи (Катанцаро)
Ризи је насеље у Италији у округу Катанцаро, региону Калабрија.
Према процени из 2011. у насељу је живело 8 становника. Насеље се налази на надморској висини од 14 м.